# David Gatikoyev
Bản mẫu:Eastern Slavic name
David Levovich Gatikoyev (tiếng Nga: Давид Левович Гатикоев; sinh 14 tháng 9 năm 1993) tiền đạo bóng đá Nga, thi đấu cho Minsk.

## Sự nghiệp câu lạc bộ
Anh ra mắt ở hạng 2 Nga cho FC Alania-d Vladikavkaz ngày 26 tháng 4 năm 2011 trong trận đấu với FC Mashuk-KMV Pyatigorsk và ghi một bàn thắng.